# ذکر
ذکر (به عربی: ذِكْر) بمعنی یاد کردن قلبی یا قلبی-زبانی در اسلام است و معمولاً به تکرار اسامی، اولیاء، و نعمتهای خدا و همچنین ادعیه موجود در کتب احادیث و آیات قرآن و هر آنچه که یاد خدا را در قلب زنده کند گفته می‌شود. از ذکر در نماز و غیر از آن در حالی که حضور قلب برای ذاکر وجود داشته باشد استفاده می‌شود و بر روی جسم و روح تأثیر مثبت می‌گذارد. ذکر معمولاً به صورت فردی انجام می‌شود.
از ذکر در مراقبه (مراقبت از عدم ارتکاب گناه و رعایت اخلاق و یاد خدا طی یک روز) در میان مشارطه، محاسبه و معاقبه در عرفان اسلامی استفاده میشود.

## انواع اذکار
| جملهنوشته به خط قرآنی                                                               | معنی |
| ----------------------------------------------------------------------------------- | --- |
| بِسْمِ ٱللَّٰهِ ٱلرَّحْمَٰنِ ٱلرَّحِیمِ                                                              | به نام خداوند بخشنده مهربان.                                                                              |
| أَعُوذُ بِٱللَّٰهِ مِنَ ٱلشَّیْطَانِ ٱلرَّجِیمِأَعُوذُ بِٱللَّٰهِ مِنَ ٱلشَّیْطَٰنِ ٱلرَّجِیمِ                             | پناه بر خدا می‌برم از شیطان سنگسار شده.                                                                    |
| أَعُوذُ بِٱللَّٰهِ ٱلسَّمِیعِ ٱلْعَلِیمِ مِنَ ٱلشَّیْطَانِ ٱلرَّجِیمِأَعُوذُ بِٱللَّٰهِ ٱلسَّمِیعِ ٱلْعَلِیمِ مِنَ ٱلشَّیْطَٰنِ ٱلرَّجِیمِ | پناه میبرم بر خدای شنوای دانا از شر شیطان سنگسارشده.                                                      |
| سُبْحَانَ ٱللَّٰهِسُبْحَٰنَ ٱللَّٰهِ                                                                 | منزه است خدا.                                                                                             |
| ٱلْحَمْدُ لِلَّٰهِ                                                                           | ستایش مخصوص خداست.                                                                                        |
| لَا إِلَٰهَ إِلَّا ٱللَّٰهُ                                                                     | هیچ خدایی بجز الله نیست.                                                                                  |
| ٱللَّٰهُ أَکْبَرُ                                                                           | خدا بزرگ‌تر است [از آن چه که توصیف می‌شود].                                                                 |
| أَسْتَغْفِرُ ٱللَّٰهَ                                                                         | از خدا بخشش طلبم.                                                                                         |
| أَسْتَغْفِرُ ٱللَّٰهَ رَبِّی وَأَتُوبُ إِلَیْهِ                                                          | از اربابم خدا بخشش طلبم و به او توبه می‌کنم.                                                               |
| سُبْحَانَکَ ٱللَّٰهُمَّسُبْحَٰنَکَ ٱللَّٰهُمَّ                                                             | منزه هستی ای خدا.                                                                                         |
| سُبْحَانَ ٱللَّٰهِ وَبِحَمْدِهِسُبْحَٰنَ ٱللَّٰهِ وَبِحَمْدِهِ                                                   | منزه است خدا و با ستایش.                                                                                  |
| سُبْحَانَ رَبِّیَ ٱلْعَظِیمِ وَبِحَمْدِهِسُبْحَٰنَ رَبِّیَ ٱلْعَظِیمِ وَبِحَمْدِهِ                                       | منزه ارباب عظیم من است و با ستایش.                                                                        |
| سُبْحَانَ رَبِّیَ ٱلْأَعْلَیٰ وَبِحَمْدِهِسُبْحَٰنَ رَبِّیَ ٱلْأَعْلَیٰ وَبِحَمْدِهِ                                       | منزه ارباب اعلی من است و با ستایش.                                                                        |
| لَا حَوْلَ وَلَا قُوَّةَ إِلَّا بِٱللَّٰهِ ٱلْعَلِیِّ ٱلْعَظِیمِ                                               | هیچ قدرت و هیچ قوت نیست جزء از خدای والامرتبهٔ عظیم.                                                       |
| لَا إِلَٰهَ إِلَّا أَنْتَ سُبْحَانَکَ إِنِّی کُنْتُ مِنَ ٱلظَّالِمِینَلَا إِلَٰهَ إِلَّا أَنْتَ سُبْحَٰنَکَ إِنِّی کُنْتُ مِنَ ٱلظَّٰلِمِینَ    | هیچ خدای جزء تو نیست [ای الله]، منزه هستی، حقیقتاً از بدکاران بودم.                                        |
| حَسْبُنَا ٱللَّٰهُ وَنِعْمَ ٱلْوَکِیلُ                                                              | خدا برای ما کافیست و او بهترین تکیگر است.                                                                 |
| إِنَّا لِلَّٰهِ وَإِنَّا إِلَیْهِ رَاجِعُونَإِنَّا لِلَّٰهِ وَإِنَّا إِلَیْهِ رَٰجِعُونَ                                     | حقیقتاً ما را خدا آفرید و حقیقتاً به او بازگردانیم.                                                         |
| لَا إِلَٰهَ إِلَّا ٱللَّٰهُ مُحَمَّدٌ رَسُولُ ٱللَّٰهِ عَلِیٌّ وَلِیُّ ٱللَّٰهِ                                         | هیچ خدایی بجز الله نیست، محمّد پیامبر خداست و علی ولی خداست.                                               |
| أَشْهَدُ أَنْ لَا إِلَٰهَ إِلَّا ٱللَّٰهُ وَأَشْهَدُ أَنَّ مُحَمَّدًا رَسُولُ ٱللَّٰهِ وَأَشْهَدُ أَنَّ عَلِیًا وَلِیُّ ٱللَّٰهِ             | گواهی می‌دهم که هیچ خدایی بجز الله نیست و گواهی می‌دهم که محمّد پیامبر خداست و گواهی می‌دهم که علی ولی خداست. |
| ٱللَّٰهُمَّ صَلِّ عَلَیٰ مُحَمَّدٍ و آلِ مُحَمَّدٍ                                                         | ای خدا! درود کن بر محمد و آل محمد.                                                                        |
| ٱللَّٰهُمَّ صَلِّ عَلَیٰ مُحَمَّدٍ و آلِ مُحَمَّدٍ وَعَجِّلْ فَرَجَهُمْ وَٱلْعَنْ أَعْدَاءَهُمْ                                | ای خدا! درود کن بر محمد و آل محمد و عجل کن فرجشان را و دشمنانشان را لعنت کن.                              |
| ٱللَّٰهُمَّ عَجِّلْ لِوَلِیِّکَ ٱلْفَرَجَ                                                               | ای خدا! عجل کن فرج برای ولیت (امام مهدی).                                                                 |
| ٱللَّٰهُمَّ عَجِّلْ لِوَلِیِّکَ ٱلْفَرَجَ وَٱلْعَافِیَةَ وَٱلنَّصْرَ                                               | ای خدا! عجل کن فرج برای ولیت و سلامتی و پیروزی او.                                                        |
| لَا سَیْفَ إِلَّا ذُو ٱلْفَقَارِ وَلَا فَتَیٰ إِلَّا عَلِیٌّ                                                | هیچ شمشیری نیست جزء ذوالفقار و هیچ جوانمردی نیست جزء علی.                                                 |
| مَا شَاءَ ٱللَّٰهُ کَانَ وَمَا لَمْ یَشَاءُ لَمْ یَکُنْ                                                  | هرچه خدا می‌خواهد می‌شود و هرچه نمی‌خواهد نمی‌شود.                                                            |
| إِنْ شَاءَ ٱللَّٰهُ                                                                         | اگر خدا خواست.                                                                                            |
| مَا شَاءَ ٱللَّٰهُ                                                                         | خواست خداست.                                                                                              |
| بِإِذْنِ ٱللَّٰهِ                                                                           | با اجازهٔ خدا.                                                                                             |
| جَزَاکَ ٱللَّٰهُ خَیْرًا                                                                      | خدا بهت خیر بدهد.                                                                                         |
| بَارَکَ ٱللَّٰهُ فِیکَبَٰرَکَ ٱللَّٰهُ فِیکَ                                                           | خدا بهت مبارکات بدهد.                                                                                     |
| فِی سَبِیلِ ٱللَّٰهِ                                                                        | در راهٔ خداوند                                                                                             |